# Mats Schöbel
Mats Felix Schöbel (* 5. April 1986 in Düsseldorf) ist ein ehemaliger deutscher Eishockeyspieler, der zuletzt für die Füchse Duisburg in der Regionalliga NRW spielte.

## Karriere
Mats Schöbel begann in seiner Heimatstadt mit dem Eishockey, wechselte aber früh in die Jugend-Abteilung der Adler Mannheim. Mit den Jungaldern gewann der Flügelstürmer von 2002 bis 2004 drei Mal die Meisterschaft in der Deutschen Nachwuchsliga. Die Saison 2004/05 spielte der Linksschütze für die Jugendmannschaften des schwedischen Elitserien-Clubs Malmö IF, kehrte aber nach nur einem Jahr nach Deutschland zurück und schloss sich dem Oberligisten Heilbronner Falken an. Zur Spielzeit 2006/07 wechselte Schöbel zum Ligakonkurrenten Ratinger Ice Aliens und wurde von den Kölner Haien mit einer Förderlizenz ausgestattet. Nach dem Rückzug der Ratinger aus der Oberliga spielte der Angreifer den Rest des Jahres, inklusive der Play-offs, ausschließlich für den DEL-Club.
In der Saison 2008/09 spielte er mit einer Förderlizenz beim SC Riessersee in der 2. Bundesliga, ehe er sich vor der Saison 2009/10 dem Regionalligisten EV Duisburg anschloss.

## Karrierestatistik
(Legende zur Spielerstatistik: Sp oder GP = absolvierte Spiele; T oder G = erzielte Tore; V oder A = erzielte Assists; Pkt oder Pts = erzielte Scorerpunkte; SM oder PIM = erhaltene Strafminuten; +/− = Plus/Minus-Bilanz; PP = erzielte Überzahltore; SH = erzielte Unterzahltore; GW = erzielte Siegtore; 1 Play-downs/Relegation; Kursiv: Statistik nicht vollständig)